# Josh i Sam
Josh i Sam (títol original: Josh and S.A.M.) és una pel·lícula estatunidenca de 1993 dirigida per Billy Weber. Va ser protagonitzada per Jacob Tierney, Noah Fleiss, Martha Plimpton, Stephen Tobolowsky, Joan Allen, Chris Penn, Maury Chaykin, Ronald Guttman, Sean Baca i Jake Gyllenhaal. Distribuïda per Columbia Pictures, la pel·lícula es va estrenar el 24 de novembre de 1993 als Estats Units. Ha estat doblada al català.

## Argument
Josh (Jacob Tierney) i Sam (Noah Fleiss) són dos germans de 12 i 8 anys que afronten un gran canvi en les seves vides quan la seva mare (Joan Allen) és a punt de casar-se amb un comptable francès (Ronald Guttman). Els nens són enviats a viure amb el seu pare (Stephen Tobolowsky) a Florida. Mentrestant, el major, Josh, intenta convèncer a Sam que ell és realment un "S.A.M.", una espècie de cos d'elit que va ser enviat a Àfrica per lluitar en una guerra, de manera que els petits han d'anar a Florida, en ser una zona segura per a qualsevol "S.A.M."

## Repartiment
- Jacob Tierney: Joshua "Josh" Whitney
- Noah Fleiss: Sam "Assassí Sam" Whitney
- Martha Plimpton: Alison
- Stephen Tobolowsky: Thom Whitney
- Joan Allen: Caroline Whitney LaTourette
- Chris Penn: Derek Baxter
- Maury Chaykin: Home de les pizzes
- Ronald Guttman: Jean-Pierre LaTourette
- Sean Baca: Chris Coleman
- Jake Gyllenhaal: Leon Coleman
- Danny Tamberelli: Nen pèl-roig